# John Paulson (componist)
John W. Paulson (Minneapolis, 6 maart 1948) is een Amerikaans componist, muziekpedagoog en dirigent.

## Levensloop
Paulson studeerde aan de Universiteit van Minnesota in Minneapolis, waar hij zijn Bachelor of Music behaalde en vervolgens aan de bekende Eastman School of Music in Rochester (New York), waar hij zijn Master of Arts in Music Education behaalde.
Hij werd voor negen jaar muziekleraar (muziektheorie, muziekgeschiedenis, muziek van de 20e eeuw, kamermuziek en jazz) aan High Schools in Minnesota en was eveneens dirigent van orkesten en harmonieorkesten aan deze scholen. Hij is gastdirigent bij cursussen en clinics.
Van 1982 tot 1990 was hij bestuurslid van de "Springboard Software, Inc.", die verschillende softwareproducten ontwikkeld en produceert. In 1990 werd hij oprichter en voorzitter van het bestuur van de "MakeMusic, Inc." in Eden Prairie die muzieknotatie-software (finale®) ontwikkelde en produceert alsook de oefening-hardware en software (Vivace™, SmartMusic®) ontwikkelt en produceert.
Als componist en arrangeur schreef hij verschillende werken. Het bekendste werk is ongetwijfeld zijn Epinicion (1972) voor harmonieorkest. Verder is een subtiele bewerking van Johann Pachelbel Kanon voor harmonieorkest gepubliceerd.
Paulson is bestuurslid van de National Association of Music Merchants, de Wenger Corporation, het St. Paul Chamber Orchestra en het American Composers Forum. In 2002 ontving hij de "Golden Clef Award" van het Berklee College of Music in Boston voor zijn verdiensten in de muziekopleiding.

## Media
1. ↑  Epinicion door Terrell High School Wind Ensemble in Terrell (Texas)

- Library of Congress Control Number: no2014134269
- MusicBrainz: d172af96-38dd-4d01-9aad-bdd5e1d2d1d9
- Virtual International Authority File: 311467410
- WorldCat: E39PBJxhdxKfcBdYVRKcR4TvHC